# Akçaova, Muğla
Akçaova là một xã thuộc thành phố Muğla, tỉnh Muğla, Thổ Nhĩ Kỳ. Dân số thời điểm năm 2011 là 1.239 người.